# معركة البيضاء (851)
معركة البيضاء هي معركة وقعت بالقرب من البيضاء عام 237هـ/851 بين قوات موسى بن موسى والي تطيلة من قبل الدولة الأموية في الأندلس وجيش من الغاسكونيين التابعين لمملكة الفرنجة الغربيين, وحلفائهم الأستورياسيين، نتيجة هجوم الغاسكونيين على تلك المنطقة ردًا على هجوم قام به موسى بن موسى وحلفاؤه البشكنس على الأراضي الواقعة شمال جبال البرانس. وانتهت بانتصار المسلمون في تلك المعركة.
وقد ذكر المؤرخ ابن حيان القرطبي، تلك المعركة في أحداث عام 237هـ، حيث ذكر أن المعركة دامت ليومين، شهد اليوم الأول من المعركة خسائر فادحة لقوات موسى، وأصيب فيها موسى نفسه. وفي اليوم الثاني، شنّ موسى هجومًا مضادًا، أجبر الغاسكونيين على الانسحاب، كما ذكر ابن الأثير تلك المعركة في كتابه الكامل في التاريخ، كما ورد ذكرها أيضًا في وقائع ألفونسو الثالث، بل وذكرت أن اثنين من قادة الغاسكونيين، أسرهم موسى.